# 高広次平 (2代)
2代 高広 次平（たかひろ じへい、1859年2月19日（安政6年1月17日） - 1920年（大正9年）8月26日）は、明治時代後期から大正時代の政治家、銀行家、実業家。貴族院多額納税者議員。

## 経歴
越中国礪波郡福岡町（富山県西礪波郡福岡町を経て現高岡市）に生まれ、高広彦八の長男彦造の婿養子となり、のち襲名する。福岡町会議員を経て、1889年（明治22年）初代福岡町長に就任する。1895年（明治28年）福岡同盟銀行を創業し頭取に就任。ほか、北陸海上保険社長、広通、高岡共立銀行、中越鉄道各取締役などを歴任した。
1900年（明治33年）富山県多額納税者として補欠選挙で貴族院議員に互選され、同年6月13日から1903年（明治36年）2月6日まで在任した。

## 親族
- 長男：3代高広次平（貴族院多額納税者議員）[3]
- 娘：たみ（井上清一の妻）